# 朝鲜外文出版社
朝鮮外文出版社（朝鲜语：／）是朝鮮民主主義人民共和國國營出版社，成立於1949年12月4日，最初名為新朝鮮社、朝鮮外文綜合出版社，現已發展成一個綜合出版集團，並為國家中央一級機關，直属于朝鮮勞動黨中央委員會。它轄下有七個局（著作翻譯局、《平壤時報》編輯局、《今日朝鮮》編輯局、《朝鮮畫報》編輯局、《對外貿易》編輯局、《錦繡江山》編輯局和資料編輯翻譯局）、外文印刷廠、彩色沖印廠、物資公司及其他直屬單位。全社有約1400多名員工。這個出版集團以出版外國語文的書刊為主，語種包括中文、日文、英文、法文、俄文、德文、西班牙文和阿拉伯文。比較著名的出版物有《金日成著作集》、金日成回忆录《與世紀同行》和《金正日選集》。
2012年，外文出版社与江苏中彩印务公司合作成立“东百印刷合营会社”，2014年开业。